# Революційний Союз Неподлеглості і Вольності
Революційний Союз Неподлеглості і Вольності (РСНВ) — польська підпільна організація, що діяла на теренах Західної України в 1939–1940 рр., зробивши свій вклад у польський Рух Опору.

## Формування
Незважаючи на жахливі обставини окупації, вже восени 1939 р. на території Польщі в умовах глибокого підпілля розгортається Рух Опору. Відбувається формування різних військових і цивільних конспіративних організацій як у місті, так і на селі.
Мета даної статті полягає в тому, щоб на основі наукових досліджень розкрити характерні особливості формування та діяльністі польської підпільної організації Революційний Союз Неподлеглості і Вольності в період окупації в 1939–1940 рр..

Боролися за вільну і незалежну Польщу

Варто згадати, що серед усіх політичних партій Польщі, що створювали власні збройні формування на початковому етапі окупації, особливе місце займало Стронніцтво Людове (СЛ). Ще в передвоєнні роки воно мало великий ідеологічний та політичний вплив на польське село. І напередодні війни структури СЛ мали значний кадровий потенціал і в період окупації країни могли претендувати на лідируючі позиції в польському русі Опору.
Одним із провідних польських діячів і прихильників СЛ цього періоду Р. Тичинським було створено організацію Революційний Союз Вольності (РСВ). Відбулося це в перших днях жовтня 1939 р. До її складу входили: Р. Тичинський, Г. Бжуско, В. Возік, В. Подгурська, З. Димек, М. Войцеховський, С. Скочилас, В. Щерба, Л. Ліберсбах, Р. Ялоха-Ольбришський, Я. Ковальський. На першому етапі організація не мала конкретних програмних положень і розпочала розбудовувати свою структуру. Зазначимо, що гасла, які декларував Р. Тичинський були оцінені членами організації як ліворадикальні. Згодом, Р. Тичинський виїхав до Львова, де розгорнув діяльність по створенню аналогічної підпільної організації, під назвою Революційний Союз Неподлеглості і Вольності (РСН і В). Засновниками її були: соціалісти — Я. Щирек, С. Херхстал; молоді селяни — Ф. Вілк, Б. Заленський, М. Кленбіцький, Ч. Рачковський; члени демократичної партії — С. Ольшевський, Б. Зубжицький, Е. Кулеша, А. Хейда, А. Копач; синдикалісти — М. Ланг, Р. Загродський. В. Прочке; діячі «Сівби» — Р. Тичинський, Е. Сухорек; представники харцерства — Л. Чарнік, Я. Лех, а також Є. Лерський, діяч Польської Молоді Суспільно-Демократичної.

## Мета діяльності
У своїй ідейній декларації Союз виголошував потребу боротьби з тоталітаризмом і імперіалізмом, однаково як і з фашистським, так і з комуністичним. Програма РСНВ декларувала, що післявоєнна незалежна Польща стала б членом федерації, яку мали утворити «вільні народи Чехословаччини, України, Білорусі і Литви». На думку учасника тих подій О. С. Чарніка, це угруповання можна окреслити як своєрідний «дискусійний і програмний форум, осередок ідейного натхнення».

## Діяльність
Діяльність РСНВ координували щотижневі збори Відділу Крайового на території російської окупації. До цього відділу ввійшли: представник Польської Партії Соціалістичної (ППС), а також Класових Союзів Заводових Я. Щирек, представники СЛ, Союзу Молоді Сільської і Польської Академічної Молоді Людової Ф. Вілк, Є. Лерскі-Солтисік з Клубу Польської Суспільно-Демократичної Молоді, С. Ольшевський з Клубу Демократичного, Е. Сохорек з Центрального Союзу Сільської Молоді «Сівба», представник Союзу Професійних Комітетів М. Ланг-Бєлєцкій, представник єврейської інтелігенції С. Херсхтал з ППС, А. Копач із Стронніцтва Демократичного (СД), а також представник Союзу Харцерства Польського Л. Чарнік. Скарбником організації був А. Хейда, а секретарем М. Ланг.

## Склад

### Крайовий відділ
Крайовий Відділ РСНВ складався з дев'яти спеціалізованих відділів. Територіально організація обіймала кілька міст Східної Галичини, утворилися також представництва в Луцьку на Волині. Найсильніші комірки Союзу діяли у Львові в професійних осередках та в колах комунальних працівників.
Організаторами РСНВ в цих осередках були Ф. Рихлік і Б. Глодт. Як зазначалося у звітах, робітники охоче вступали до Союзу, бо: "швидко зорієнтувалися, що суспільне визволення оголошене прибулими є лише звиклою пропагандою російського імперіалізму і несе за собою гірший економічний визиск, ніж міг призвести дотеперішній капіталістичний устрій. Управління фабриками, що здійснювалося Робітничим Комітетом виявилося фікцією з хвилею запровадження на фабрики радянських директорів, котрі у відносинах з робітниками були більш безвідповідальні, ніж дотеперішні власники фабрик. Такі настрої сприяли творцям РСНВ, оскільки в лютому 1940 р. вже біля 350 робітників оголосило про свій вступ до організації .

### У навчальних закладах
Союз мав свою структуру у вищих навчальних закладах. В Університеті Я. Казимира та у Політехнічному вузі. Керівництво над студентськими групами з обох закладів спочатку здійснював Є. Лерський, а пізніше керівництво прийняв Бориславський. В роботі РСНВ брало участь близько 50 студентів. Лерський і Бориславський також діяли серед учнів середніх шкіл. Основою роботи в осередках гімназійної молоді була організація кількаособових дискусійних груп. Згідно з повідомленням М. Ланга, в січні 1940 р. молодь, пов'язана з РСНВ брала активну участь в підготовці і проведенні протестів проти шкільної реформи та запровадження в школах радянської програми навчання.
Як і учасники інших конспіративних груп, члени РСНВ займалися нагромадженням і зберіганням зброї, а також підготовкою до майбутнього збройного виступу. Діячі Союзу видавали редагований Я. Лехом «Бюлетень Інформаційний». Також, в січні 1940 р. видруковано перший номер періодичного видання, адресованого до молоді.
Організація мала дві радіостанції, у Львові — яку обслуговував Ч. Гатовського, і в Самборі обслуговувана С. Чвакелєм, Г. Двулітом і Вітошинським. В грудні 1939 р. за посередництвом одного з відділів Союзу Збройної Боротьби (СЗБ-2) з РСНВ вийшов на контакт посланець бази зв'язку в Бухаресті М. Комарський, котрий передав книжки з шифрами для налаштування радіозв'язку з цією базою. Однак радіостанція не отримала даних про сигнали виклику, про частотність і години трансляції. Вся їхня діяльність звелася лише до прослуховування французьких і британських радіостанцій. Отримана інформація пізніше друкувалася на шпальтах періодичної преси.

### Фінансування
Організаційна діяльність фінансувалась з добровільних вкладів, що проводились, як у Львові, так і у всіх містах і селах всього воєводства. РСНВ отримав також пропозицію грошової допомоги зі сторони львівських єврейських фінансистів, однак вона використана не була. Як пояснював член керівництва Союзу Ф. Вілк: «Побоювання певної провокації, можливо і було нерозумним. Але треба визнати, що єврейська плутократія і інтелігенція Львова віднеслася дещо вороже до нових господарів тих земель, вболівала і гостро засуджувала єврейський пролетаріат Львову, котрий пішов на поклик більшовицької демагогії і вислуговувався перед москалями, в чому тільки міг».

### Відділ розвідки
В даній організації був сформований відділ розвідки, який займався в основному вирахуванням сил Червоної Армії, а також шпигувала за особливими суспільними групами і національними меншинами. Із зізнань керівника відділу Є. Єгляжа «Штурма» видно, що військова розвідка знаходилась на високому рівні: «праця Адамського швидко дала дуже добрі результати. Він здобув ряд цінних матеріалів про дислокацію Червоної Армії у Львові, про аеродроми, казарми і склади пального». Підрозділи розвідки дістали дані про перебування радянських військ вздовж кордонів з Угорщиною і Румунією, плани львівських казарм і аеродромів, план казарм Уланів Язловецьких, а також інформацію про транспортацію нафти до Німеччини.
Цивільна розвідка окрім дослідження настроїв серед населення, намагалася, наприклад, встановити особові дані всіх німців, що жили в Східній Галичині. Цікавим є те, що були спроби встановити можливість співпраці з ОУН. За дорученням Л. Чарніка Є. Єгляж наказав Р. Загродському налагодження контактів з ОУН з метою «спільної боротьби з радянською владою». На початку січня 1940 р. надійшло повідомлення про українське суспільство «воно характеризувалося антирадянськими настроями і добрим відношенням до поляків. Окрім цього Загродський передав прізвища двох його знайомих українських націоналістів з ОУН… Б. Комарніцького і Б. Лісковіча і охарактеризував їх як шанованих серед українців людей, з якими можна порозумітися в справі зв'язків з нашою організацією». Подальші контакти проводив Л. Чарнік. Через деякий час він проінформував Є. Єгляжа, що «нинішнє порозуміння з українцями ще не дозріло і на даний момент вже не актуальне». Є. Єгляж намагався отримати аудієнцію у греко-католицького митрополита А. Шептицького. Хотів поговорити з ним на тему порозуміння поляків і українців в період радянської окупації, однак патріарх не дав згоди.

## Зв'язки з іншими організаціями
Члени РСНВ з самого початку підтримували зв'язки з обома відділами Союзу Збройної Боротьби (СЗБ). З СЗБ-2 зустрічався З. Дума, з СЗБ-1 Чарнік і Ланг-Бєлєцкій. В кінці січня 1940 р. Жебровський взяв участь у кількох засіданнях Крайового відділу РСНВ, під час яких намагався схилити керівництво до входження в СЗБ-1. На думку останнього на чолі об'єднаної організації мав бути комітет, в якому засідали б представники особливих конспіративних груп. Однак, на наступній зустрічі, Жебровський вимагав підпорядковуватися його наказам і з’ясував, що об'єднана організація повинна мати військовий характер, представники РСНВ відмовили входженню до СЗБ-1. До кінця лютого 1940 р. до об'єднання із жодним з відділів СЗБ так і не дійшло. РСНВ співпрацював з підрозділоми Добровольського і Жебровського. Надалі організація розпадається, а її члени вступають до інших новоутворених конспіративних формувань.
Таким чином, з жовтня 1939 р. до березня 1940 р. на теренах Західної України діяла польська підпільна організація, яка за досить короткий час змогла розбудувати свою структуру, висунула програмні положення та зробила свій вклад у польський Рух Опору.